# Phthoa bosqi
Phthoa bosqi är en insektsart som beskrevs av Salvador de Toledo Piza Júnior 1938. Phthoa bosqi ingår i släktet Phthoa och familjen Diapheromeridae. Inga underarter finns listade i Catalogue of Life.